# Taça CERS de 1983–84
A Taça CERS de 1983-84 foi a 4.ª edição desta competição.
O Sporting CP vencia a competição pela 1.ª vez, derrotando os italianos do Hockey Novara na final..

## Equipas participantes
| Equipas          | Equipas          | Equipas        | Equipas        |
| ---------------- | ---------------- | -------------- | -------------- |
| Sporting CP      | GD Sesimbra      | AD Sanjoanense | Amatori Lodi   |
| Hockey Novara    | Follonica Hockey | CE Noia        | CP Voltregà    |
| RS Gujan-Mestras | Nantes ARH       | RSC Darmstadt  | SC Thunerstern |

## Jogos

### 1.ª Eliminatória
| Equipa 1         | Total | Equipa 2      | 1.ª Mão | 2.ª Mão |
| ---------------- | ----- | ------------- | ------- | ------- |
| Follonica Hockey | 11-13 | Amatori Lodi  | 9-10    | 2-3     |
| AD Sanjoanense   | 6-10  | Hockey Novara | 5-2     | 1-8     |
| Sporting CP      | 9-1   | CE Noia       | 5-0     | 4-1     |
| CP Voltregà      | 7-5   | GD Sesimbra   | 4-0     | 3-5     |

#### Esquema final
|  | Quartos-de-final | Quartos-de-final | Quartos-de-final | Quartos-de-final |                |               | Meias-finais | Meias-finais | Meias-finais |  |               | Final | Final | Final |
|  |                  |                  |                  |                  |                |               |              |              |              |  |               |       |       |       |
|  | 1                | RSC Darmstadt    | 6                | 5                |                |               |              |              |              |  |               |       |       |       |
|  | 8                | Nantes ARH       | 2                | 4                |                |               |              |              |              |  |               |       |       |       |
|  | 8                | Nantes ARH       | 2                | 4                |                | RSC Darmstadt | 5            | 4            |              |  |               |       |       |       |
|  |                  |                  |                  |                  |                | RSC Darmstadt | 5            | 4            |              |  |               |       |       |       |
|  |                  | Hockey Novara    | 7                | 10               |                |               |              |              |              |  |               |       |       |       |
|  | 4                | Hockey Novara    | 7                | 10               | SC Thunerstern | 2             | 2            |              |              |  |               |       |       |       |
|  | 4                |                  |                  |                  | SC Thunerstern | 2             | 2            |              |              |  |               |       |       |       |
|  | 5                | Hockey Novara    | 2                | 15               |                |               |              |              |              |  |               |       |       |       |
|  | 5                | Hockey Novara    | 2                | 15               |                |               |              |              |              |  | Hockey Novara | 4     | 3     |       |
|  |                  |                  |                  |                  |                |               |              |              |              |  | Hockey Novara | 4     | 3     |       |
|  |                  | Sporting CP      | 1                | 11               |                |               |              |              |              |  |               |       |       |       |
|  | 3                | Sporting CP      | 1                | 11               | Sporting CP    | 33            | 23           |              |              |  |               |       |       |       |
|  | 3                |                  |                  |                  | Sporting CP    | 33            | 23           |              |              |  |               |       |       |       |
|  | 6                | RS Gujan-Mestras | 1                | 4                |                |               |              |              |              |  |               |       |       |       |
|  | 6                | RS Gujan-Mestras | 1                | 4                |                | Sporting CP   | 10           | 6            |              |  |               |       |       |       |
|  |                  |                  |                  |                  |                | Sporting CP   | 10           | 6            |              |  |               |       |       |       |
|  |                  | CP Voltregà      | 9                | 3                |                |               |              |              |              |  |               |       |       |       |
|  | 2                | CP Voltregà      | 9                | 3                | CP Voltregà    | 6             | 2            |              |              |  |               |       |       |       |
|  | 2                |                  |                  |                  | CP Voltregà    | 6             | 2            |              |              |  |               |       |       |       |
|  | 7                | Amatori Lodi     | 1                | 6                |                |               |              |              |              |  |               |       |       |       |
|  | 7                | Amatori Lodi     | 1                | 6                |                |               |              |              |              |  |               |       |       |       |

### Quartos-de-final
| Equipa 1       | Total | Equipa 2         | 1.ª Mão | 2.ª Mão |
| -------------- | ----- | ---------------- | ------- | ------- |
| RSC Darmstadt  | 11-6  | Nantes ARH       | 6-2     | 5-4     |
| SC Thunerstern | 4-17  | Hockey Novara    | 2-2     | 2-15    |
| Sporting CP    | 56-5  | RS Gujan-Mestras | 33-1    | 23-4    |
| CP Voltregà    | 8-7   | Amatori Lodi     | 6-1     | 2-6     |

### Meias-finais
| Equipa 1      | Total | Equipa 2      | 1.ª Mão | 2.ª Mão |
| ------------- | ----- | ------------- | ------- | ------- |
| RSC Darmstadt | 9-17  | Hockey Novara | 5-7     | 4-10    |
| Sporting CP   | 16-12 | CP Voltregà   | 10-9    | 6-3     |

### Final
| Equipa 1      | Total | Equipa 2    | 1.ª Mão | 2.ª Mão |
| ------------- | ----- | ----------- | ------- | ------- |
| Hockey Novara | 7-12  | Sporting CP | 4-1     | 3-11    |

| Vencedor da Taça CERS - 1983/84 |
| ------------------------------- |
|                                 |
| Sporting CP (1.º título)        |